# ナンガラ (潜水艦)
KRI ナンガラ （インドネシア語: KRI Nanggala, 402）は、インドネシア海軍が保有していた潜水艦である。過去に同名の艦艇（船体番号はS-02）が存在しており、これと区別するためにNanggala II と呼ばれた時期もあったが、沈没後は大きく描かれた船体番号402の写真が取り上げられる機会が多く、402と船体番号で呼ばれる事がほとんどとなった。なお、ナンガラは神話由来の名前であり、神が持つ槍を示す為、ナンガラ単体では別の単語となる。

## 概要
1978年に209型潜水艦シリーズの一隻として西ドイツで製造、1981年にインドネシア海軍に編入された。兄弟艦のカクラと共にカクラ級潜水艦とされる（ナンガラは2番艦）。
1997年から1999年にかけて近代化改装を受け、継いで2010年からも2年間(25ヶ月間)、韓国の大宇造船海洋で大規模な改良工事が施され、安全潜行深度が240メートルから257メートルに、速力が21.5ノットから25ノットに向上したと報じられている。
2012年1月に再投入された。

## 事故
2021年4月21日、バリ島の北約96キロメートルの海域で53人を乗せ魚雷発射訓練のため潜航中に消息を絶ち、捜索中であることが発表された。
3日後の4月24日にインドネシア海軍は乗員53人全員が死亡したと発表した。潜水艦内に搭載されていた酸素は24日の朝に尽きていたとみられる。
沈没原因の詳細は調査中ではあるが、水圧に耐えられず水中で大破した可能性があるとみられている。
深海からの海洋サルベージは特殊な事例（プロジェクト・ジェニファーを参照）を除いて実績は無く、ナンガラの引き揚げは費用面や技術面から絶望視されているが、中国人民解放軍海軍は引き上げに名乗りを上げ、同年中に潜水艦救難艦「永興島863」、科学調査船「探索2号」を現地に派遣して引き揚げに向けた作業を開始したものの、同年6月2日、インドネシア海軍は引き揚げ作業を断念。中国との協力終了後、回収作業を継続する計画はないと言明した。
2021年6月27日、遠洋練習航海中の海上自衛隊練習艦隊（司令官：石巻義康、実習幹部：71期幹候修了生、練習艦「かしま」「せとゆき」）は、洋上慰霊祭を実施した。